# Eriovixia
Eriovixia is een geslacht van spinnen uit de  familie van de wielwebspinnen (Araneidae).

## Soorten
- Eriovixia cavaleriei (Schenkel, 1963)
- Eriovixia enshiensis (Yin & Zhao, 1994)
- Eriovixia excelsa (Simon, 1889)
- Eriovixia hainanensis (Yin et al., 1990)
- Eriovixia gryffindori (Ahmed et al., 2016)
- Eriovixia huwena (Han & Zhu, 2010)
- Eriovixia jianfengensis (Han & Zhu, 2010)
- Eriovixia laglaizei (Simon, 1877)
- Eriovixia mahabaeus (Barrion & Litsinger, 1995)
- Eriovixia menglunensis (Yin et al., 1990)
- Eriovixia napiformis (Thorell, 1899)
- Eriovixia nigrimaculata (Han & Zhu, 2010)
- Eriovixia palawanensis (Barrion & Litsinger, 1995)
- Eriovixia patulisus (Barrion & Litsinger, 1995)
- Eriovixia poonaensis (Tikader & Bal, 1981)
- Eriovixia pseudocentrodes (Bösenberg & Strand, 1906)
- Eriovixia rhinura (Pocock, 1899)
- Eriovixia sakiedaorum (Tanikawa, 1999)
- Eriovixia sticta (Mi, Peng & Yin, 2010)
- Eriovixia turbinata (Thorell, 1899)
- Eriovixia yunnanensis (Yin et al., 1990)